# Benjaminia whitei
Benjaminia whitei là một loài tò vò trong họ Ichneumonidae.